# Puchar Litwy w piłce siatkowej mężczyzn (2018)
Puchar Litwy w piłce siatkowej mężczyzn 2018 (2018 LTF Vyrų Didžioji Taurė) – rozgrywki o siatkarski Puchar Litwy organizowane przez Litewski Związek Piłki Siatkowej (lit. Lietuvos tinklinio federacija). Zainaugurowane zostały 17 listopada i trwały do 15 grudnia 2018 roku. Brało w nich udział 6 klubów.
Rozgrywki składały się z fazy kwalifikacyjnej, półfinałów, meczu o 3. miejsce oraz finału. Mistrz i wicemistrz Litwy z sezonu 2017/2018, tj. Sūduva Mariampol oraz Etovis Kelmė, udział w turnieju rozpoczęły od półfinałów.
Finał oraz mecz o 3. miejsce odbyły się 15 grudnia 2018 roku w Kelmės Sporto Centras w Kielmach. Puchar Litwy zdobył klub Amber Queen Kłajpeda.

## Drużyny uczestniczące
| Mistrzostwa Litwy 6 drużyn        | Mistrzostwa Litwy 6 drużyn |
| --------------------------------- | -------------------------- |
| Amber Queen Kłajpeda              | 1. miejsce                 |
| Elga-Master Idea SM Dubysa        | 2. miejsce                 |
| Etovis Kelmė                      | 3. miejsce                 |
| RIO-Startas Kowno                 | faza kwalifikacyjna        |
| Sūduva Mariampol                  | 4. miejsce                 |
| Vilniaus Kolegija/Flamingo Volley | faza kwalifikacyjna        |

## Faza kwalifikacyjna
| Data       | Drużyna 1                         |     | Drużyna 2                  | Sety                                |
| ---------- | --------------------------------- | --- | -------------------------- | ----------------------------------- |
| 17.11.2018 | Vilniaus Kolegija/Flamingo Volley | 0:3 | Amber Queen Kłajpeda       | (16:25, 13:25, 8:25)                |
| 18.11.2018 | Vilniaus Kolegija/Flamingo Volley | 0:3 | Amber Queen Kłajpeda       | (23:25, 18:25, 20:25)               |
| 17.11.2018 | RIO-Startas Kowno                 | 0:3 | Elga-Master Idea SM Dubysa | (14:25, 19:25, 27:29)               |
| 18.11.2018 | RIO-Startas Kowno                 | 2:3 | Elga-Master Idea SM Dubysa | (26:24, 25:27, 25:19, 20:25, 10:15) |

## Półfinały
| Data       | Drużyna 1                  |     | Drużyna 2            | Sety                                   |
| ---------- | -------------------------- | --- | -------------------- | -------------------------------------- |
| 24.11.2018 | Etovis Kelmė               | 0:3 | Amber Queen Kłajpeda | (19:25, 21:25, 19:25)                  |
| 01.12.2018 | Etovis Kelmė               | 3:0 | Amber Queen Kłajpeda | (26:24, 31:29, 25:23) złoty set: 11:15 |
| 24.11.2018 | Elga-Master Idea SM Dubysa | 3:0 | Sūduva Mariampol     | ()                                     |
| 01.12.2018 | Elga-Master Idea SM Dubysa | 3:1 | Sūduva Mariampol     | ()                                     |

## Mecz o 3. miejsce
| Data       | Drużyna 1    |     | Drużyna 2        | Sety                                |
| ---------- | ------------ | --- | ---------------- | ----------------------------------- |
| 15.12.2018 | Etovis Kelmė | 3:2 | Sūduva Mariampol | (25:21, 22:25, 21:25, 25:23, 15:10) |

## Finał
| Data       | Drużyna 1            |     | Drużyna 2                  | Sety                  |
| ---------- | -------------------- | --- | -------------------------- | --------------------- |
| 15.12.2018 | Amber Queen Kłajpeda | 3:0 | Elga-Master Idea SM Dubysa | (25:22, 25:19, 25:17) |

## Klasyfikacja końcowa
| Miejsce | Drużyna                           |
| ------- | --------------------------------- |
| 1       | Amber Queen Kłajpeda              |
| 2       | Elga-Master Idea SM Dubysa        |
| 3       | Etovis Kelmė                      |
| 4       | Sūduva Mariampol                  |
| 5-6     | RIO-Startas Kowno                 |
| 5-6     | Vilniaus Kolegija/Flamingo Volley |